# Nhái bầu hoa
Nhái bầu hoa (tên khoa học: Microhyla ornata) là một loài ếch trong họ Microhylidae. Nó lưỡng cư được phân bố tại Kashmir, Nepal, bán đảo Ấn Độ và đảo Andaman và Nicobar, Sri Lanka và Bangladesh.

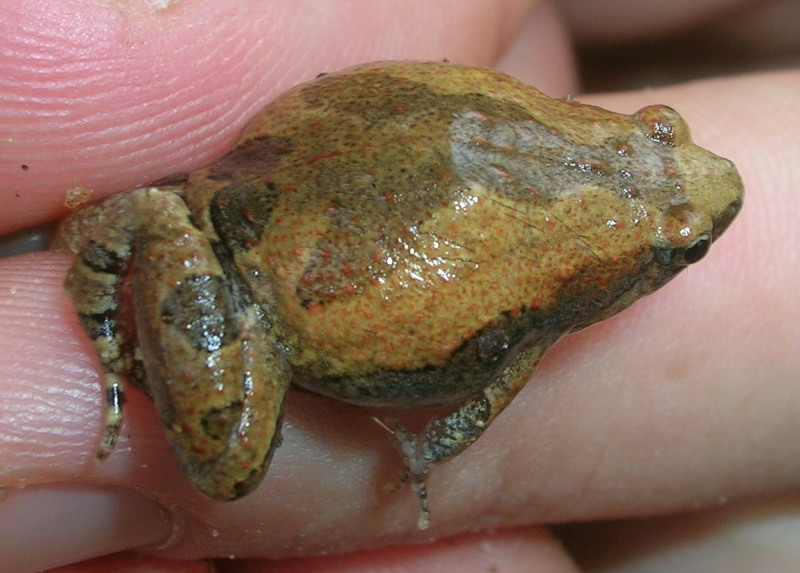

Chúng có thể được xác định bởi các dấu mũi tên điển hình trên lưng của chúng. Chúng thường có màu vàng nhạt với các miếng vá màu nâu sẫm. Loài này được tìm thấy trong cỏ trong nhiều môi trường sống khác nhau, từ đồng cỏ, thảo nguyên, và cây bụi nhiệt đới và cận nhiệt đới đến khu rừng nhiệt đới và cận nhiệt đới ẩm lá rộng, rừng lá rộng khô nhiệt đới và cận nhiệt đới và rừng lá kim nhiệt đới và cận nhiệt đới.